# Panhard Dynavia

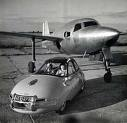
Prototyp Panhard Dynavia von Louis Bionier (Werkbild, 1948)

Der Panhard Dynavia ist ein Prototyp des ehemaligen französischen Automobilherstellers Panhard von 1948.

## Ausgangslage

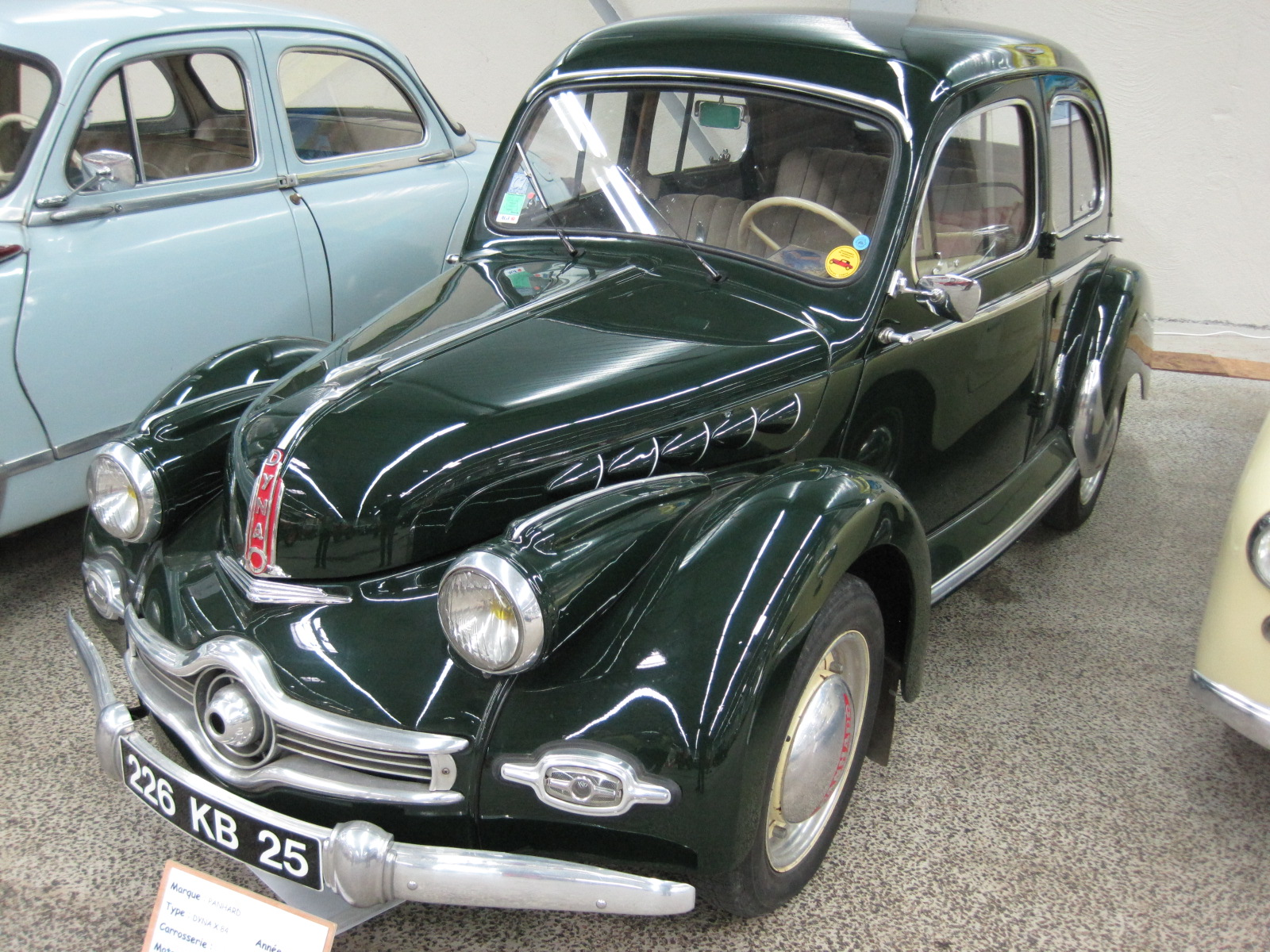
Panhard Dyna X84 (1951)

Panhard & Levassor war einer der ältesten Automobilhersteller mit einer bedeutenden Nutzfahrzeug- und Rüstungsabteilung. Nach dem Zweiten Weltkrieg wurde die Produktion mit radikal anderen Fahrzeugen aufgenommen. Anstatt der bisherigen, eleganten und teilweise ausladenden Luxusfahrzeuge mit großvolumigen Schiebermotoren setzte das Unternehmen nun auf den Markennamen Panhard, Leichtbau, kleine Zweizylindermotoren und das Marktsegment Untere Mittelklasse. Das erste Modell dieser neuen Generation war der Panhard Dyna X, der bereits 1945 erschien.

## Konzept

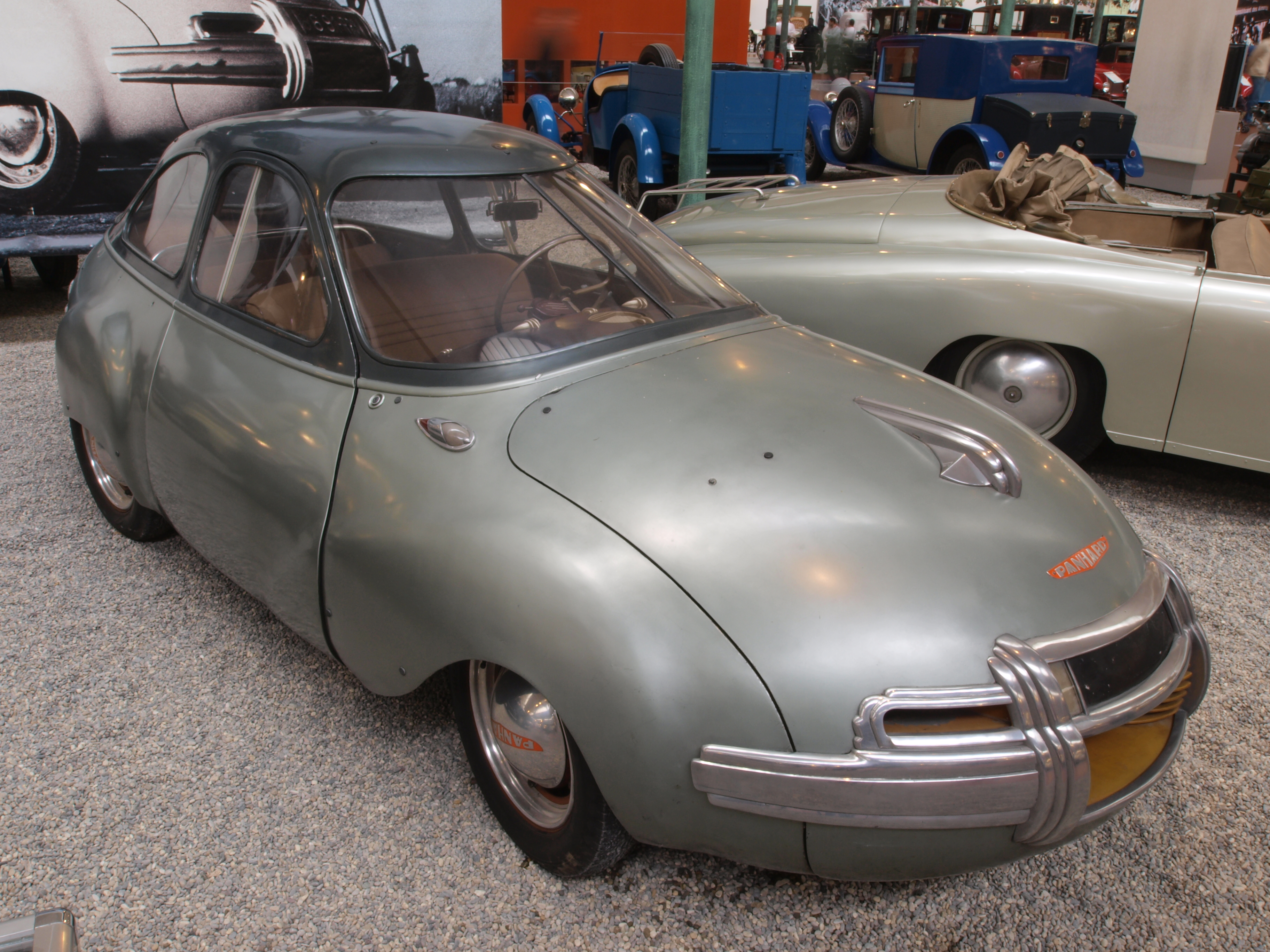
Panhard Dynavia (1948)

Dem langjährigen Chefdesigner von Panhard, Louis Bionier, ging es darum, weitere Möglichkeiten zur Gewichtseinsparung und Verbesserung der Aerodynamik auszuloten. Der Dynavia bot vier Personen Platz, war aber als Konzeptfahrzeug weniger auf Praxistauglichkeit und Komfort ausgerichtet. Zwei Exemplare wurden gebaut, Bestandteile für ein drittes standen bereit, wurden aber nicht verwendet.

### Technik
Bionier griff auf Komponenten des Dyna X zurück. Verwendet wurde auch der luftgekühlte Zweizylinder-Boxermotor mit 610 cm³ Hubraum. Das Rohrrahmen-Fahrgestell wurde schmal ausgelegt, die Karosserie war darüber deutlich gewölbt. Für die Karosserie wurde ein besonders leichtes Material gewählt: Duralinox, eine eher exotische Aluminiumlegierung mit Kupfer und Magnesium. Damit war der Dynavia mit 610 kg rund ein Viertel (215 kg) leichter als der Dyna X und über 20 km/h schneller.
Anstelle der Lenkradschaltung des Dyna wurde ein Schalthebel verwendet dessen Griff unter dem Armaturenbrett versteckt angeordnet war; der Fahrer musste also „blind“ schalten.
Gebaut wurde der Dynavia im Karosseriewerk von Panhard, den vormaligen
Atéliers Delaugère in Orléans.

### Technische Daten und Fahrleistungen
- Motor: Luftgekühlter Panhard Zweizylinder-Boxermotor, 610 cm³[1]
- Leistung: 28 PS (20,5 kW)[1]
- Kraftübertragung: Vorderradantrieb
- Getriebe: Manuell, Viergang[1]
- Gewicht: 610 kg[1]
- Höchstgeschwindigkeit: 130 km/h[1]
- Verbrauch: ca. 4,2 Liter/100 km[2]

### Design

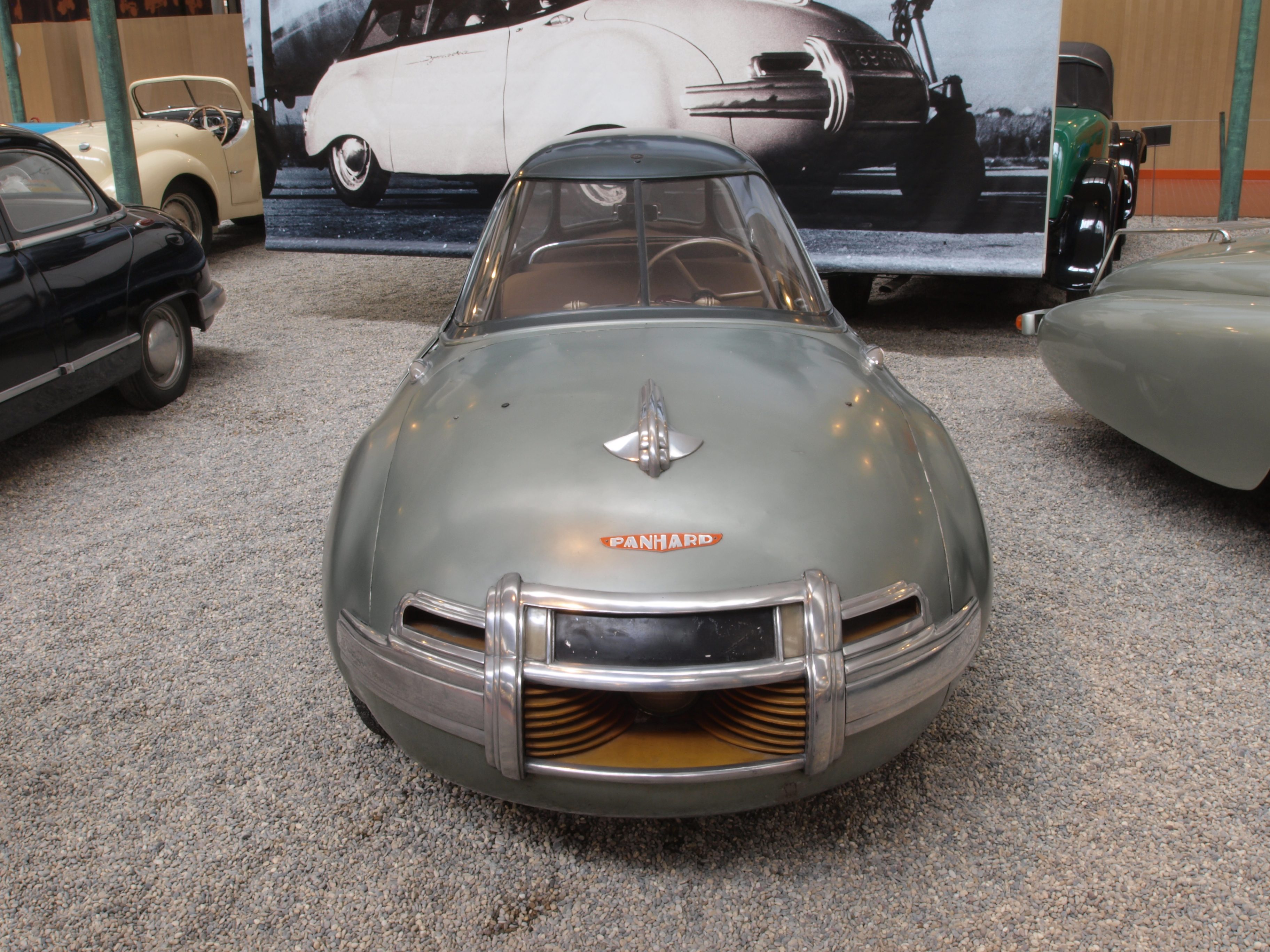
Die Front des Dynavia enthält einen zentralen Nebelscheinwerfer und darüber die Abdeckung für das Kontrollschild. Die Hauptscheinwerfer sitzen im Motorraum und leuchten durch die beiden seitlichen Schlitze.

Das Erscheinungsbild wird durch die extreme Tropfenform der Karosserie geprägt und erinnert entfernt an ein Flugzeug. Bionier war einer der ersten, die von Formen in der Natur ausgingen, um Automobilkarosserien effizienter zu gestalten; insbesondere studierte er die Aerodynamik von Vögeln und den Körperbau von Fischen. Außerdem ist das Design auch das Ergebnis von Versuchen, die er 1947 mit einem Modell im Maßstab 1:5 im Windkanal des Institut aérotechnique in Saint-Cyr südwestlich von Paris durchgeführt hatte. Der Widerstandsbeiwert ist mit 0,26 relativ klein.
Die Front ist bauchig und enthält neben einem zentral angeordneten Nebelscheinwerfer zwei hinter Schlitzen versteckte Scheinwerfer. Kombinationsleuchten für Blinker und Positionslicht sind unmittelbar vor der Windschutzscheibe angebracht. Front- und Heckscheibe sind zweigeteilt, alle vier Kotflügel sind nur leicht angedeutet und das Heck läuft in einen markanten Spitz aus, an dessen Ende ein einzelnes Schlusslicht sitzt. Typisch für Aerodynamik-Fahrzeuge ist der extrem lange hintere Überhang. Die Türen sind hinten angeschlagen („Selbstmördertür“) und in Verbindung mit den angedeuteten Panoramascheiben nicht gerade einstiegsfreundlich.
Das Armaturenbrett ist – konstruktiv bedingt – sehr tief gehalten, mit Holzdekor belegt und mit Zierelementen aus Messing versehen. Die beiden zentral angeordneten Anzeigen sind schräg eingefügt.

## Würdigung
Am Automobil-Salon von Paris erregte der Dynavia 1948 beträchtliches Aufsehen.
In den folgenden Jahren setzte Panhard den eingeschlagenen Weg konsequent fort. Erkenntnisse aus dem Projekt Dynavia flossen in die Entwicklung ein und Leichtbau blieb ein Thema, auch wenn spätere Panhard einen geringeren Leichtmetall-Anteil aufwiesen. Die Verbindung von Leichtbau und Aerodynamik führte zu ansprechenden Fahrleistungen trotz dem kleinen Motor und war wegweisend für die Automobilindustrie. Der Verbrauch von 4 bis 4,5 Litern auf 100 km ist auch heute noch bemerkenswert. Die Formgebung hingegen war zu unpraktisch für einen Gebrauchswagen.

## Verbleib

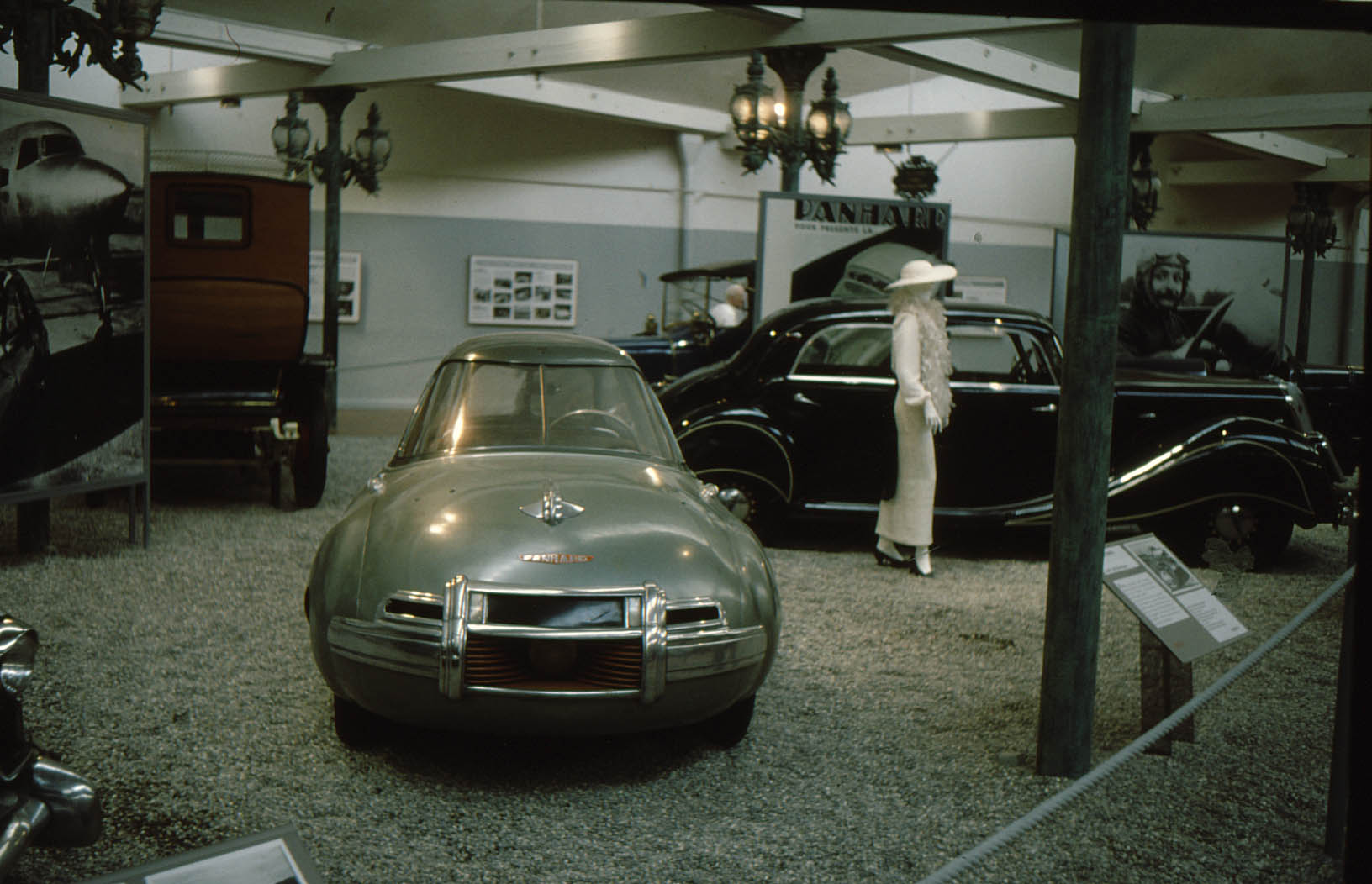
Dynavia in der Cité de l’Automobile in Mülhausen

Eines der beiden Fahrzeuge wurde wahrscheinlich an einen Panhard-Händler in Grenoble verkauft. Von dort gelangte es in die Schweiz und ging durch einen Unfall verloren. Das zweite Fahrzeug gelangte nach der Übernahme von Panhard durch Citroën in deren Besitz. Es ist heute als Dauerleihgabe in der Cité de l’Automobile – Musée National – Collection Schlumpf in Mülhausen ausgestellt. Über den Verbleib der Teile für einen dritten Dynavia ist nichts bekannt.
2005 wurde der Dynavia an der bedeutenden Fachmesse Rétromobile in Paris gezeigt.